# Жуков, Василий Петрович
Василий Петрович Жуков (1922—1944) — старший сержант Рабоче-крестьянской Красной Армии, участник Великой Отечественной войны, Герой Советского Союза (1945).

## Биография
Василий Жуков родился в 1922 году в деревне Берёзовка (в составе Кобылинского сельсовета в 1936—1959 годы входила в Товарковский район; ныне — в Богородицком районе Тульской области).
С началом Великой Отечественной войны 17 октября 1941 года был призван в ряды РККА; 13 июля 1942 года пропал без вести у д. Ситцкая Юхновского района Смоленской области.
Участвовал в партизанском движении, воевал в составе 211-го партизанского полка. В июле 1944 года Жуков был призван на службу в Рабоче-крестьянскую Красную Армию, командовал пулемётным расчётом 1090-го стрелкового полка 323-й стрелковой дивизии 3-й армии 2-го Белорусского фронта. Отличился во время освобождения Гродненской области Белорусской ССР.
12 июля 1944 года в бою у села Мосты (ныне — город) расчёт Жукова отразил три немецких контратаки, уничтожив несколько десятков вражеских солдат и офицеров. Когда к командному пункту роты прорвались танки противника, Жуков гранатами подбил один из них. В том бою он погиб. Был похоронен на восточной окраине деревни Новинка в Мостовском районе Барановичской области; позднее похоронен в Мостах в братской могиле советских воинов и партизан в сквере по ул. Советской.
Указом Президиума Верховного Совета СССР от 24 марта 1945 года старший сержант Василий Жуков посмертно был удостоен высокого звания Героя Советского Союза.

## Награды
- медаль «За отвагу»[4] (12.7.1944)[7]
- медаль «Золотая Звезда» Героя Советского Союза и орден Ленина (24.3.1945)[8]

## Память
В честь Жукова названа улица в Мостах.
В четсь Жукова названа Средняя школа №2 в Мостах.
В деревне Новинки Мостовского района установлена мемориальная доска.
В деревне Березовка Богородицкого района Тульской области установлена мемориальная доска на доме, где жил В. П. Жуков.
На здании музея депо станции Узловая установлена мемориальная доска В. П. Жукову с надписью: «Жуков Василий Петрович (1922—1944 гг). В локомотивном депо Узловая работал слесарем до 1942 г. В годы Великой Отечественной войны — командир пулемётного расчёта. Герой Советского Союза (посмертно)».
В Туле имя В. П. Жукова помещено на памятнике героям-тулякам.